# Chaudoirella
Chaudoirella is een geslacht van kevers uit de familie van de loopkevers (Carabidae). De wetenschappelijke naam van het geslacht is voor het eerst geldig gepubliceerd in 1982 door Mateu.

## Soorten
Het geslacht Chaudoirella is monotypisch en omvat slechts de volgende soort:
- Chaudoirella reichardti Mateu, 1982